# ناحیه کوهلو
ناحیه کهلو (به انگلیسی: Kohlu District) یکی از ناحیه‌های ایالتی پاکستان در جنوب شرقی است که در بلوچستان پاکستان واقع شده است. مردم کهلو مردم سندی هستند که به زبان سندی  تکلم می کنند. ناحیه کهلو ۷٬۶۱۰ کیلومتر مربع مساحت و ۲۱۴٬۳۵۰ نفر جمعیت دارد.